# Agrilus okinawensis
Agrilus okinawensis é uma espécie de inseto do género Agrilus, família Buprestidae, ordem Coleoptera.
Foi descrita cientificamente por Miwa, 1933.